# Рицарски кръст
Рицарският кръст (на немски: Ritterkreuz des Eisernen Kreuzes, често просто Ritterkreuz) е най-високата степен на военния орден Железен кръст.

## История
Учреден е на 1 септември 1939 година при възстановяването на ордена на Железния кръст. Носи се на панделка на врата и е връчван за изключителни военни заслуги и проявена храброст в бой или ръководене на подразделения по време на Втората световна война. 
С Рицарски кръст с дъбови листа, мечове и диаманти са наградени само 27 души, а с най-висшата — Рицарски кръст със златни дъбови листа, мечове и диаманти — е удостоен единствено Ханс Улрих Рудел, най-резултатният пилот на „Щука“.
За периода 1939 – 1945 година общия брой връчени ордени е 7313, но само 883 от тях са с дъбови листа, а 159 са с дъбови листа и мечове. От тях приблизително 1730 ордена са раздадени на членове на немското Луфтвафе.

## Видове
Биват 5 вида:

### Рицарски кръст
| miniatur  | miniatur       |
| Пластинка | Рицарски кръст |

Учреден на: 1 септември 1939 г.
Наградени: Военнослужещи в германския Вермахт
Условия на награждаване:
- Преди това да е награден с Железен кръст I степен
- Натрупани 20 точки

За служещи флота:
- Преди това да е награден с Железен кръст I степен
- За потопяване на кораб с обща водоизместимост от най-малко 10 000 тона
- За изпълнение на особено трудни задачи и проявена храброст в дадени битки

Първо присъждане: 30 септември 1939 г.
Общо наградени: 7318 немски носители и 43 чуждестранни носители (17 румънци, 19 италианци, 8 унгарци, по двама от словаци, японци, финландци и испанци

### Рицарски кръст с дъбови листа
| miniatur  | miniatur                      |
| Пластинка | Рицарски кръст с дъбови листа |

Учреден на: 3 юни 1940 г.
Наградени: Военнослужещи в германския Вермахт
Условия на награждаване:
- Преди това да е награден с Рицарски кръст
- За изпълнението на особено трудни задачи и проявена храброст в дадени битки

За служещи в Луфтвафе:
- Преди това награден с Рицарски кръст
- Голямо натрупване на точки

За служещи във флота:
- Преди това да е награден с Рицарски кръст
- За потопяване на кораби с обща водоизместимост от най-малко 100 000 тона
- За изпълнението на особено трудни задачи и проявена храброст в дадени битки

Първо присъждане: 19 юли 1940 г., на генерал Едуард Дитл за успешното командване на своите войски в Битката при Нарвик
Общо наградени: 881 немски носители и 9 чуждестранни носители (3 румънци, 2 японци и по един финландец, унгарец, естонец и испанец)

### Рицарски кръст с дъбови листа и мечове
| miniatur  | miniatur                               |
| Пластинка | Рицарски кръст с дъбови листа и мечове |

Учреден на: 15 юли 1940 г., направен специално за войници ветерани, воювали в СССР.
Наградени: Военнослужещи в германския Вермахт
Условия за награждаване:
- Преди това да е награден с Рицарски кръст с дъбови листа
- За изпълнението на особено трудни задачи и проявена храброст в дадени битки

За служещи в Луфтвафе:
- Преди това да е награден с Рицарски кръст с дъбови листа
- Голямо натрупване на точки

За служещи във флота:
- Преди това да е награден с Рицарски кръст с дъбови листа
- За потопяване на кораби с обща водоизместимост от най-малко 100 000 тона
- За изпълнението на особено трудни задачи и проявена храброст в дадени битки

Първо присъждане: 21 юли 1941 г. на генерал-лейтенант Адолф Галанд за своите 69 победи във въздуха по време на битките на Източния фронт
Общо наградени: 159 немски носители и 1 чуждестранни носители (Исороку Ямамото, японски адмирал през 1943 г.).

### Рицарски кръст с дъбови листа, мечове и диаманти
| miniatur  | miniatur                                         |
| Пластинка | Рицарски кръст с дъбови листа, мечове и диаманти |

Учреден на: 28 септември 1941 г., направен специално за войници-ветерани, воювали в СССР.
Наградени: Военнослужещи в германския Вермахт
Условия за награждаване:
- Преди това да е награден с Рицарски кръст с дъбови листа и мечове
- За изпълнението на особено трудни задачи и проявена храброст в дадени битки

За служещи в Луфтвафе:
- Преди това да е награден с Рицарски кръст с дъбови листа и мечове
- Голямо натрупване на точки

За служещи във флота:
- Преди това да е награден с Рицарски кръст с дъбови листа и мечове
- За потопяване на кораби с обща водоизместимост от най-малко 100 000 тона
- За изпълнението на особено трудни задачи и проявена храброст в дадени битки

Първо присъждане: 15 юли 1941 г. на полковник Вернер Мьолдерс за своята 101 победа във въздуха, последните 28 от които са извършени в първите 24 дни от началото на инвазията в Съветския съюз.
Общо наградени: 27 немски носители

### Рицарски кръст със златни дъбови листа, мечове и диаманти
| miniatur  | miniatur                                                  |
| Пластинка | Рицарски кръст със златни дъбови листа, мечове и диаманти |

Учреден на: 29 декември 1944 г.
Наградени: Военнослужещи в германския Вермахт
Условия за награждаване:
- Преди това да е награден с Рицарски кръст с дъбови листа, мечове и диаманти
- За изпълнението на особено трудни задачи и проявена храброст в дадени битки

За служещи в Луфтвафе:
- Преди това да е награден с Рицарски кръст с дъбови листа, мечове и диаманти
- Голямо натрупване на точки

За служещи във флота:
- Преди това да е награден с Рицарски кръст с дъбови листа, мечове и диаманти
- За потопяване на кораб с обща водоизместимост от най-малко 100 000 тона
- За изпълнението на особено трудни задачи и проявена храброст в дадени битки

Първо присъждане: 1 януари 1945 г. на Ханс Улрих Рудел за неговите 2530 излитания, при които унищожава около 2000 единици военна техника, в това число влизат 519 танка и самоходни оръдия, 150 артилерийски оръдия, 4 бронирани влака, два крайцера, миноносец и линейният кораб „Марат“.
Общо наградени: 1 немски носител